# Institut for Æstetiske Fag
På Institut for Æstetiske Fag ved Aarhus Universitet forskes og undervises der i kunstneriske og æstetiske udtryksformer. De æstetiske udtryksformer kan have de kulturelle og historiske funktioner, og instituttets faggruppe består af fagområderne Dramaturgi, Kunsthistorie, Litteraturhistorie, Musikvidenskab, Museologi og Retorik.

## Historie
I 1990'erne blev de æstetiske fag samlet fysisk i bygninger fra Århus' nedlagte Langelandsgade Kaserne i det nordlige Århus, over for byens Universitetspark. Her har fagene samlet deres eget bibliotek i Æstetikbiblioteket. Institutet er en del af Det Humanistiske Fakultet ved Aarhus Universitet.

## Afdelinger
Til Institut for Æstetiske Fag er der tilknyttet fem afdelinger og tre centre:
- Afdeling for Dramaturgi Arkiveret 27. marts 2010 hos  Wayback Machine
- Afdeling for Kunsthistorie Arkiveret 13. juni 2007 hos  Wayback Machine
- Afdeling for Litteraturhistorie Arkiveret 1. februar 2009 hos  Wayback Machine
- Afdeling for Musikvidenskab Arkiveret 3. februar 2009 hos  Wayback Machine
- Afdeling for Æstetik og kultur Arkiveret 29. oktober 2008 hos  Wayback Machine
- Center for Museologi Arkiveret 5. juli 2009 hos  Wayback Machine
- Center for Retorik Arkiveret 8. september 2005 hos  Wayback Machine
- Center for Verdenslitterære Studier Arkiveret 22. juli 2009 hos  Wayback Machine